# Reginald Bacon
Reginald Hugh Spencer Bacon (1863 – 1947) è stato un ammiraglio britannico.

## Biografia
Entrato nella marina nel 1878, cominciò a interessarsi alle novità del proprio tempo: dall'elettricità, all'introduzione dei sottomarini. Prima delle dimissioni nel 1909, aveva raggiunto il grado di Retroammiraglio e in seguito decise di intraprendere una buona carriera in ambito civile come amministratore delegato del Coventry Ordnance Works. Lo scoppio della prima guerra mondiale portò la sua carriera militare alla ribalta e gli venne ordinato di operare sul fronte occidentale.
Nell'Aprile 1915 venne messo al comando del Dover Patrol (nel 1919 pubblicherà le sue memorie riguardanti il suo servizio nel Dover Patrol). L'obiettivo di Bacon consisteva nell'evitare che gli U-Boot tedeschi entrassero nel Canale della Manica, facilitare l'invio di rifornimenti, con il fronte occidentale in Francia.
Nel dicembre 1917 venne spostato dal Dover Patrol al dipartimento invenzioni dal futuro primo ministro Winston Churchill. Nel settembre 1918 Bacon venne creato ammiraglio a tutti gli effetti e appena sei mesi dopo si ritirò a vita privata. Trascorse gli ultimi anni della sua vita anche a pubblicare numerose opere tra cui alcune biografie come quella dell'ammiraglio John Fisher (col quale ha combattuto la battaglia dello Jutland).